# Игнатий (Суранов)
Епи́скоп Игна́тий (в миру — Серге́й Васи́льевич Сура́нов; род. 7 декабря 1978, Тобурданово, Канашский район, Чувашская АССР, РСФСР, СССР) — епископ Русской православной церкви. Епископ Череповецкий и Белозерский с 25 августа 2020 года.

## Биография
Родился 7 декабря 1978 года в селе Тобурданово Канашского района Чувашской АССР в чувашской семье. Крещён в 1979 году в храме святителя Николая Чудотворца города Канаш.
В 1985—1996 годах обучался в Тобурдановской средней общеобразовательной школе. По окончании школы поступил на отделение чувашской журналистики факультета журналистики Чувашского государственного университета имени И. Н. Ульянова, который окончил в 2001 году.
В 2001—2005 годах исполнял послушания псаломщика и просфорника в храме Крещения Господня села Алманчиково Батыревского района Чувашии.
В декабре 2005 года вступил в число братии Свято-Троицкого мужского монастыря в Чебоксарах, где 2 января 2006 года наместником монастыря епископом Алатырский Савватием (Антоновым) пострижен в рясофор с наречением имени Николай в честь страстотерпца царя Николая II, а 24 марта тем же архиереем в малую схиму с наречением имени Игнатий в честь святителя Игнатия (Брянчанинова). 2 апреля 2006 года тем же архиереем рукоположён в сан иеродиакона, а 6 января 2008 года ― в сан иеромонаха.
30 июля 2008 года указом митрополита Чебоксарского и Чувашского Варнавы (Кедрова) назначен настоятелем подворья Свято-Троицкой церкви в селе Большой Сундырь Моргаушского района, которая являлась подворьем Свято-Троицкого монастыря в Чебоксарах.
Распоряжением митрополита Чебоксарского Варнавы назначен благочинным 4-го округа, который объединял приходы Моргаушского района.
В 2014 года прошёл обучение в центре психолого-педагогической реабилитации и коррекции Министерства образования и молодёжной политики Чувашской республики по программе «Школа приёмных родителей» и был назначен попечителем и опекуном над несовершеннолетним.
Подготовил и в 2016 году издал книгу «Пурнӑҫ улшӑнать» («Жизнь меняется») — сборник статей о миссионерском служении, опубликованных в разные годы на чувашском языке в газетах «Благодать» и «Голос крестьянина»). Переводчица Ева Лисина отмечала, что «книга читается легко, однако оставляет глубокий след в сердце читателя. Прочитав её один раз, возвращаешься к ней ещё». Чувашский критик и литературовед, доктор филологических наук Юрий Артемьев сравнивал очерки епископа Игнатия с притчами. В 2018 году вышло второе издание, дополненное и переработанное.
По благословению митрополита Чебоксарского Варнавы (Кедрова) назначен членом комиссии по переводу и изданию Библии на чувашский язык.
В 2017 году окончил заочное отделение Нижегородской духовной семинарии.

## Архиерейство
6 октября 2017 года решением Священного синода избран викарием Чебоксарской епархии с титулом «Мариинско-Посадский». 14 октября в Покровско-Татианинском соборе Чебоксар митрополитом Чебоксарским и Чувашским Варнавой возведён в сан архимандрита. 20 ноября была совершена хиротония архимандрита Игнатия во епископа Мариинско-Посадского, викария Чебоксарской епархии. Хиротонию совершили: Патриарх Кирилл, митрополит Крутицкий и Коломенский Ювеналий (Поярков), митрополит Валентин (Мищук), митрополит Чебоксарский и Чувашский Варнава (Кедров), митрополит Калужский и Боровский Климент (Капалин), митрополит Воронежский и Лискинский Сергий (Фомин), митрополит Ярославский и Ростовский Пантелеимон (Долганов), митрополит Истринский Арсений (Епифанов), митрополит Санкт-Петербургский и Ладожский Варсонофий (Судаков), митрополит Минский и Заславский Павел (Пономарёв), митрополит Екатеринбургский и Верхотурский Кирилл (Наконечный), митрополит Ростовский и Новочеркасский Меркурий (Иванов), митрополит Казанский и Татарстанский Феофан (Ашурков), митрополит Волоколамский Иларион (Алфеев), митрополит Тамбовский и Рассказовский Феодосий (Васнев), митрополит Рязанский и Михайловский Марк (Головков), митрополит Улан-Удэнский и Бурятский Савватий (Антонов), митрополит Вологодский и Кирилловский Игнатий (Депутатов), митрополит Бориспольский и Броварской Антоний (Паканич), митрополит Ставропольский и Невинномысский Кирилл (Покровский), митрополит Саранский и Мордовский Зиновий (Корзинкин), митрополит Ханты-Мансийский и Сургутский Павел (Фокин), митрополит Смоленский и Дорогобужский Исидор (Тупикин), архиепископ Витебский и Оршанский Димитрий (Дроздов), архиепископ Верейский Евгений (Решетников), архиепископ Тираспольский и Дубоссарский Савва (Волков), архиепископ Сергиево-Посадский Феогност (Гузиков), архиепископ Пятигорский и Черкесский Феофилакт (Курьянов); архиепископ Сурожский Елисей (Ганаба), архиепископ Солнечногорский Сергий (Чашин), архиепископ Якутский и Ленский Роман (Лукин), епископ Гурий (Шалимов), епископ Видновский Тихон (Недосекин), епископ Звенигородский Антоний (Севрюк), епископ Дмитровский Феофилакт (Моисеев), епископ Серпуховской Роман (Гаврилов), епископ Подольский Тихон (Зайцев), епископ Краснослободский и Темниковский Климент (Родайкин), епископ Орехово-Зуевский Пантелеимон (Шатов), епископ Воскресенский Савва (Михеев), епископ Волгодонский и Сальский Корнилий (Синяев), епископ Канашский и Янтиковский Стефан (Гордеев), епископ Балашихинский Николай (Погребняк), епископ Нефтекамский и Октябрьский Амвросий (Мунтяну), епископ Тихвинский и Лодейнопольский Мстислав (Дячина), епископ Алатырский и Порецкий Феодор (Белков), епископ Шахтинский и Миллеровский Симон (Морозов), епископ Вяземский и Гагаринский Сергий (Зятьков), епископ Егорьевский Тихон (Шевкунов), епископ Бронницкий Парамон (Голубка), епископ Борисоглебский и Бутурлиновский Сергий (Копылов), епископ Переславский и Угличский Феодор (Казанов), епископ Луховицкий Петр (Дмитриев), епископ Люберецкий Серафим (Амельченков), епископ Рославльский и Десногорский Мелетий (Павлюченков).
25 августа 2020 года решением Священного синода Русской православной церкви назначен епископом Череповецким и Белозерским.